# خفاش دم‌موشی بزرگ
خفاش دم‌موشی بزرگ (نام علمی: Rhinopoma microphyllum) گونه‌ای خفاش است که در بخش‌های گسترده‌ای از جنوب صحرای بزرگ در کشورهای موریتانی، مالی، نیجر، چاد، سودان و اریتره، همچنین بخش‌هایی از خاورمیانه چون مصر، سوریه، اردن، عربستان، بخش‌های جنوب و جنوب غربی ایران، و نیز شبه‌قاره هند زندگی می‌کند.
طول بدن این پستاندار در بخش سر و تنه میان ۷۹ تا ۸۰ میلی‌متر است و دمش ۴۸ تا ۶۲ میلی‌متر.